# Diastema panteles
Diastema panteles là một loài bướm đêm trong họ Noctuidae.